# Clarence Hammar
Karl Adolf Clarence Hammar (ur. 23 czerwca 1899 w Solnie, zm. 31 grudnia 1989 w Haninge) – szwedzki żeglarz, dwukrotny olimpijczyk, zdobywca brązowego medalu w regatach na Letnich Igrzyskach Olimpijskich w 1928 roku w Amsterdamie.
Po raz pierwszy na igrzyskach olimpijskich wystąpił w 1924 roku, w konkurencji monotyp olimpijski zajmując szóstą lokatę. Na Letnich Igrzyskach Olimpijskich 1928 zdobył natomiast brąz w żeglarskiej klasie 8 metrów. Załogę jachtu Sylvia tworzyli również Wilhelm Törsleff, Philip Sandblom, John Sandblom, Carl Sandblom i Tore Holm.